# Sphaerirostris lancea
Sphaerirostris lancea är en hakmaskart som först beskrevs av Westrumb 1821.  Sphaerirostris lancea ingår i släktet Sphaerirostris, och familjen Centrorhynchidae. Inga underarter finns listade.